# Gare d'Arfeuilles - Le Breuil
Pour les articles homonymes, voir Gare de Breuil.
La gare d'Arfeuilles - Le Breuil est une gare ferroviaire, fermée, de la ligne de Moret - Veneux-les-Sablons à Lyon-Perrache. Elle est située sur le territoire de la commune du Breuil, à proximité d'Arfeuilles, dans le sud-est du département de l'Allier.
Mise en service en 1858 par la Compagnie des chemins de fer de Paris à Lyon et à la Méditerranée (PLM), elle est fermée en 1980 par la Société nationale des chemins de fer français (SNCF)

## Situation ferroviaire
Établie à 346 mètres d'altitude, la gare fermée d'Arfeuilles - Le Breuil est située au point kilométrique (PK) 378,540 de la ligne de Moret - Veneux-les-Sablons à Lyon-Perrache, entre les gares ouvertes de Saint-Germain-des-Fossés (s'intercalent les gares fermées de Lapalisse - Saint-Prix et Gérand-le-Puy - Magnet) et de Roanne (s'intercale les gares fermées de Saint-Pierre-Laval, Saint-Martin - Sail-les-Bains, La Pacaudière, Changy et Saint-Germain-Lespinasse).

## Histoire
La gare est mise en service lors de l'ouverture de la ligne de Lapalisse à Roanne par la Compagnie des chemins de fer de Paris à Lyon et à la Méditerranée (PLM), le 7 juin 1858, qui prolongeait un an après la ligne entre Saint-Germain-des-Fossés et Roanne ouverte en 1857.
La gare se situe au lieu-dit Les Sigots., à environ 3 km au nord-est du bourg d'Arfeuilles et à 5 km au nord-est de celui du Breuil. Lors de l'élaboration du tracé de la ligne, les habitants du Breuil s'opposèrent au passage de la ligne sur le territoire de la commune (la ligne passa finalement sur la rive droite/nord du Barbeyran) craignant un exode des commerces vers Roanne ou vers Vichy. 
La gare est fermée au trafic voyageurs en juin 1980.
Le Breuil possédait une autre gare, située sur la ligne de Lapalisse au Mayet-de-Montagne, à voie métrique, du réseau ferré secondaire de l'Allier qui exista de 1906 à 1939.